# Škorpion (zviježđe)
Škorpion (lat. Scorpius), jedno je od zviježđa zodijaka,  pozicionirano između Vage na zapadu i Strijelca na istoku. Velika konstelacija južne polutke, blizu središta Mliječne staze.

### Svojstva
Škorpion sadrži mnoge sjajne zvijezde:  
- Antares (α Škorpiona), crveni div prividnog sjaja magnitude +1,0, udaljen 650 ly i 11,000 puta sjajniji od Sunca
- Graffias (β1 Škorpiona), dvostruka zvijezda s komponentama sjaja +2,6 i +4,9 magnituda, udaljena 530 ly
- Duschubba (δ Škorpiona), prividnog sjaja od +2,3 magnitude, udaljena 400 ly
- Sargas (θ Škorpiona), treća zvijezda po sjajnosti u Škorpionu, udaljena 270 ly i prividnog sjaja od +1,9 magnituda
- Shaula (λ Škorpiona), druga zvijezda po sjajnosti, ima prividni sjaj od +1.6 magnituda. Shaula je plavi div udaljen oko 700 ly.

Ostale značajnije zvijezde su ν Škorpiona, ξ Škorpiona, π Škorpiona, σ Škorpiona, τ Škorpiona i υ Škorpiona.

### Značajni objekti
Zbog blizine središta Mliječne Staze, zviježđe je bogato galaktičkim objektima. Posebno se ističu otvoreni skupovi M6 i M7, i kuglasti skupovi M4, kraj Antaresa i M80. Na južnom rubu zviježđa, kraj zvijezde ζ² Škorpiona, nalazi se otvoreni skup NGC 6231.

### Mitologija
Škorpion, od svih zviježđa, najviše podsjeća na životinju u svom nazivu. Prema grčkoj mitologiji, zviježđe odgovara škorpionu koje je poslala božica Hera da ubije lovca Oriona. Iako se zviježđa Škorpion i Orion nalaze u istom mitu, oni su na nebu gotovo na nasuprotnim dijelovima nebeske sfere. Govori se da su ih bogovi tako smjestili radi izbjegavanja njihovog međusobnog kontakta.